# Koenraad Dillen
Koenraad Francine Gaston (Koen) Dillen (ur. 6 listopada 1964 w Mortsel) – belgijski i flamandzki polityk oraz publicysta, od 2003 do 2009 poseł do Parlamentu Europejskiego. Syn Karela Dillena, założyciela Bloku Flamandzkiego.

## Życiorys
Z wykształcenia tłumacz, w latach 1989–1990 pracował jako nauczyciel języka francuskiego. Był następnie finansistą w Rank Xerox, pracownikiem administracji belgijskiego parlamentu i urzędnikiem służby cywilnej.
Zaangażował się w działalność Bloku Flamandzkiego, a następnie (po delegalizacji tej partii) przystąpił do Interesu Flamandzkiego. W 2003 z listy flamandzkich narodowców objął mandat posła do Parlamentu Europejskiego, rok później uzyskał reelekcję. Był członkiem istniejącej w 2007 frakcji pod nazwą Tożsamość, Tradycja i Suwerenność. Pracował m.in. w Komisji Wolności i Praw Obywatelskich, Sprawiedliwości i Spraw Wewnętrznych oraz w Komisji Rozwoju. W Europarlamencie zasiadał do 2009. Rok później bezskutecznie kandydował do Senatu z listy Nowego Sojuszu Flamandzkiego.

## Wybrane publikacje
- Een brug te ver: Turkije in de Europese Unie (wspólnie z Philipem Claeysem), Egmont, Bruksela 2004
- Nicolas Sarkozy (pod pseudonimem Maarten van der Roest[2]), Aspekt, Soesterberg 2007
- François Mitterrand: biografie (pod pseudonimem Vincent Gounod[3]), Aspekt, Soesterberg 2008